# Pelochyta albotestaceus
Pelochyta albotestaceus är en fjärilsart som beskrevs av Rothschild 1909. Pelochyta albotestaceus ingår i släktet Pelochyta och familjen björnspinnare. Inga underarter finns listade i Catalogue of Life.